# Rachida Brakni
Rachida Brakni (Paris, 15 de fevereiro de 1977) é uma atriz e diretora teatral francesa.

## Início de vida
Brakni é filha de pais argelinos radicados na França e é a mais velha de três filhos. Seu pai foi motorista de caminhão e entregador e sua mãe faxineira. Brakni passou a juventude em Athis-Mons e estudou no Lycée Jean-Baptiste-Corot de Savigny-sur-Orge, onde fez aulas de teatro.

## Carreira
Em 2001, Brakni ingressou no teatro Comédie-Française e ganhou um Prêmio Molière pela sua atuação em Ruy Blas. Em 2002 ela venceu o César de melhor atriz revelação pela sua performance no filme Chaos.
Em 2010 ela dirigiu a peça Face au paradis, na qual seu esposo Éric Cantona atuou, escrita por Nathalie Saugeon. A produção foi exibida no Théâtre Marigny, Champs-Élysées, em 26 de janeiro de 2010.

## Vida pessoal
Ela é casada com o ex-futebolista e ator Éric Cantona desde 2007. O casal tem dois filhos.

## Filmografia selecionada
- Chaos (2001)
- Loin (2001)
- L'Outremangeur (2003)
- Portrait caché (2003)
- Ne Quittez pas ! (2004)
- Mon Accident (2004)
- L'Enfant endormi (2005)
- Une Belle histoire (2005)
- Barakat ! (2006)
- La Surprise (TV) (2006)
- On ne devrait pas exister (2006)
- La Part animale (2007)
- Lisa et le pilote d'avion (2007)
- Un homme et son chien (2009)
- Neuilly sa mère ! (2009)
- Face au paradis (2010)
- La Ligne droite (2011)
- Maintenant, ils peuvent venir (2015)
- Neuilly sa mère, sa mère ! (2018)